# Flash Comics
Ne doit pas être confondu avec Flash (comics), le personnage
Flash Comics est un comics américain publié par All-American Publications, puis par National Periodical Publications (futur DC Comics). Le titre compte 104 numéros publiés de janvier 1940 à février 1949. Malgré son titre, c'est une anthologie qui présente les aventures de plusieurs super-héros en plus de Jay Garrick, le Flash original. Les personnages présentés dans cette série incluent Flash, Hawkman (Carter Hall), Hawkgirl et Black Canary.

## Histoire éditoriale
La série a fait ses débuts avec une date de couverture de janvier 1940 et le premier numéro comportait les premières apparitions des versions de l'âge d'or du Flash, Hawkman et de Johnny Thunder. Le Flash reçut plus tard sa propre série solo All-Flash qui dura 32 numéros entre l'été 1941 et janvier 1948. 
La longue association de l'artiste Joe Kubert avec le personnage de Hawkman a commencé par l'histoire « The Painter and the 100 000 $ » dans Flash Comics no 62 (février 1945). Le Monocle a été introduit dans le no 64 comme nouvel ennemi pour Hawkman. 
Le premier travail de Carmine Infantino publié par DC était « The Black Canary », une histoire de six pages de Johnny Thunder dans Flash Comics no 86 (août 1947) qui présentait la super-héroïne Black Canary. L'écrivain Robert Kanigher et Joe Kubert ont créé Thorn, une ennemie du Flash, dans le numéro 89 (novembre 1947) .
Flash Comics a été annulée en 1949 avec le numéro 104. Sa numérotation est reprise par le premier volume de la série The Flash, qui a fait ses débuts lors de l’âge d'argent en 1959 et qui présentait Barry Allen en tant que nouveau Flash. 

## Caractéristiques
Divers héros peuvent être retrouvés dans les récits publiés dans Flash Comics. Cela inclut : 
- The Flash - n° 1 (janvier 1940) - n° 104 (février 1949)
- Hawkman - n° 1 (janvier 1940) - n° 104 (février 1949)
- Johnny Thunder - n° 1 (janvier 1940) - n° 91 (janvier 1948)
- The Whip - n° 1 (janvier 1940) - n° 55 (juillet 1944) [9]
- Cliff Cornwall - n° 1 (janvier 1940) - n° 19 (juillet 1941)
- Ghost Patrol - n° 29 (mai 1942) - n° 104 (février 1949) [10]
- Black Canary - n° 92 (février 1948) - n° 104 (février 1949) [11]

## Éditions reliées

### Éditions américaines
- Golden Age Flash Archives
  - Vol. 1 contient les histoires du "Flash" de Flash Comics no 1–17, 224 pages, septembre 1999,  (ISBN 978-1563895067)
  - Vol. 2 contient les histoires du "Flash" de Flash Comics no 18-24, 224 pages, février 2006,  (ISBN 978-1401207847)
- The Flash Archives Vol. 1 inclut l'histoire "Flash" de Flash Comics no 104, 224 pages, mai 1998,  (ISBN 978-1563891397)
- Golden Age Hawkman Archives Vol. 1 rassemble les histoires de "Hawkman" de Flash Comics no 1–22, 224 pages, février 2006,  (ISBN 978-1401204181)
- JSA All-Stars Archives volume 1 comprend les histoires de "Johnny Thunder" de Flash Comics no 1 à 4, 256 pages, octobre 2007,  (ISBN 978-1401214722)
- Black Canary Archives rassemble les récits de "Johnny Thunder" de Flash Comics no 86–91 et les récits de "Black Canary" de Flash Comics no 92-104, 224 pages, décembre 2000,  (ISBN 978-1563897344)

### Éditions françaises
- 2015 : Flash Anthologie. Contient Flash Comics no 1 et no 104[12], Urban Comics  (ISBN 978-2-3657-7805-3).